# Audrey Williamson
Audrey Williamson, född 28 september 1926 i Bournemouth, död 29 april 2010 i Rhos-on-Sea, var en brittisk friidrottare.
Williamson blev olympisk silvermedaljör på 200 meter vid sommarspelen 1948 i London.